# Seututie 420
Pour les articles homonymes, voir Route 420.
La route régionale 420 (finnois : Seututie 420) est une route régionale allant de Mäntyharju jusqu'à Rahikkala dans le quartier Ristiina de Mikkeli en Finlande,,.

## Présentation
La seututie 420 est une route régionale dans la commune de Mäntyharju en Savonie du Sud.
La route part du nord du centre de Mäntyharju et se termine à Ristiina dans le municipalité de Mikkeli.
Entre Mäntyharju et Ristiina, la route régionale 420 fait parte de la route culturelle de l'or vert.

## Parcours
- Mäntyharju
- Ollikkala
- Sydänmaanpohja
- Kuomiolahti
- Rahikkala